# مونته کلمبو
مونته کلمبو (به ایتالیایی: Monte Colombo) یک کومونه در ایتالیا است که در استان ریمینی واقع شده‌است.

## خصوصیات
مونته کلمبو ۱۱٫۹ کیلومترمربع مساحت و ۳٬۱۴۳ نفر جمعیت دارد و ۳۱۵ متر بالاتر از سطح دریا واقع شده‌است.